# Звездана ноћ изнад Роне
Звездана ноћ изнад Роне  (септембар 1888, фр. La Nuit étoilée sur le Rhône) једна је од ван Гогових слика Арла током ноћи. Насликана је на месту на обали Роне које је било на удаљености од свега минут или два шетње од Жуте куће на Тргу Ламартин, коју је Ван Гог изнајмљивао у то време. Ноћно небо и ефекти светлости у ноћи били су предмет за неке од његових познатијих слика, укључујући Тераса кафића у ноћи (насликана раније истог месеца) и потоње платно из Сан Ремија, Звездана ноћ.
Скица ове слике приложена је уз писмо које је Ван Гог послао свом пријатељу Ежену Бошу 2. октобра 1888.
Звездана ноћ изнад Роне, која се тренутно налази у Музеју Орсе у Паризу, први пут је изложена 1889. године на годишњој париској изложби Друштва независних уметника. Приказана је заједно са Ван Гоговим Перуникама, коју је додао Винсентов брат Тео, иако је Винсент предложио једну од својих слика из јавних башти у Арлу.

## Предмет
Поглед је са кеја на источној страни Роне, и то на део где се река савија према западној обали: долазећи са севера, Рона се окреће на десно на овом месту како би опкружила стење на којима је Арл саграђен. Од кула Сан Жилијена и Сан Трофима на левој страни, посматрач прати источну обалу до гвозденог моста који спаја Арл са предграђем Тренктеј на десној, западној обали. Ово имплицира поглед са Трга Ламартин апрема југозападу.

## Настанак
Ван Гог је објавио и описао ову композицију у писму свом брату Теу:
Приложио сам малу скицу од 30-квадратног платна - укратко, звездано небо сликано ноћу, заправо уз гасне лампе. Небо је боје аквамарина, вода краљевско плава, земља је боје слеза. Град је плав и љубичаст. Гас је жут, а одсјаји су од љубичасто-наранџастих до зелено-бронзаних. На аквамаринској позадини неба, Велики медвед је светлуцаво зелене и розе боје, чије је дискретно бледило у контрасту са бруталном златном бојом гаса. Две шарене фигуре љубавника у предњем плану.
У стварности, осликани поглед гледа супротно од Великог медведа, који је на северу. Предњи план сугерише доста исправки, ала прима, чим је први нанос завршен. Скице из писма су вероватно базиране на оригиналној композицији.

## Боје ноћи
Изазов ноћног сликања је интригирао Ван Гога. Место посматрања које је одабрао за Звездану ноћ дозволила му је да ухвати одсјаје под гасним лампама у Арлу преко across the светлуцаве плаве воде Роне. У предњем плану, двоје љубавника шетају поред обале реке.
Представљање боја било је од великог значаја за Винсента; у писмима свом брату Теу, често је описивао предмете својих слика у контексту боје. Његове ноћне слике, укључујући и Звездану ноћ, наглашавају значај који је поставио да дочара боју ноћног неба, прозрачност воде у првом плану и блештавило вештачког осветљења које је било ново за то доба.